# Une vie en musique
 (juillet 2017).
Si vous disposez d'ouvrages ou d'articles de référence ou si vous connaissez des sites web de qualité traitant du thème abordé ici, merci de compléter l'article en donnant les références utiles à sa vérifiabilité et en les liant à la section « Notes et références ».
Albums de Sylvie Vartan
Sylvie in Nashville Avec toi
Une vie en musique est le 42e album studio de Sylvie Vartan, sorti en 2015.

## Liste des titres
1. La Maritza
2. Nicolas
3. Mon père
4. Orient Express
5. Mon enfance
6. Le Petit Cheval
7. Qu'est-ce qui fait pleurer les blondes ?
8. La Plus Belle pour aller danser
9. La Drôle de fin
10. En écoutant la pluie
11. Comme un garçon
12. Je n’aime encore que toi
13. Bye Bye Leroy Brown
14. L’amour c’est comme une cigarette
15. Si je chante
16. I Can’t Make Him Look at Me

## Classement hebdomadaire
| Classement (2015)            | Meilleure position |
| ---------------------------- | ------------------ |
| Belgique (Wallonie Ultratop) | 111                |
| France (SNEP)                | 76                 |